# Strongylura strongylura
Strongylura strongylura is een straalvinnige vissensoort uit de familie van gepen (Belonidae). De wetenschappelijke naam van de soort is voor het eerst geldig gepubliceerd in 1823 door van Hasselt.